# Gabriel M. Reyes
Gabriel Martelino Reyes (* 24. März 1892 in Calivo, Capiz; † 10. Oktober 1952) war ein römisch-katholischer Geistlicher, der zwischen 1932 und 1949 Bischof und zuletzt Erzbischof von Cebu sowie von 1949 bis 1952 Erzbischof von Manila war.

## Leben

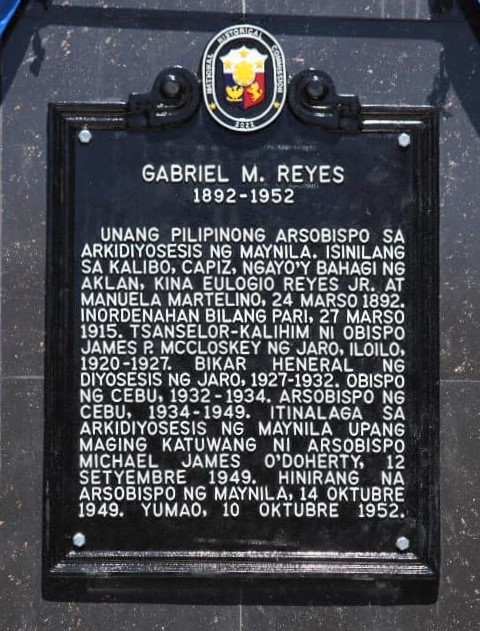
Gedenktafel für Erzbischof Reyes

Reyes wurde am 27. März 1915 zum Priester geweiht und am 29. Juli 1932 als Nachfolger von Juan Bautista Gorordo y Perfecto zum Bischof von Cebu ernannt. Als solcher empfing er am 11. Oktober 1932 seine Bischofsweihe durch den Apostolischen Delegaten auf den Philippinen und Titularerzbischof von Velicia Pro hac vice Erzbischof Guglielmo Piani SDB, dessen Mitkonsekratoren der Bischof von Jaro James Paul McCloskey sowie der Bischof von Lipa Alfredo Verzosa y Florentin waren. Am 28. April 1934 wurde er erster Erzbischof von Cebu. Anschließend wurde er am 25. August 1949 zum Koadjutor des Erzbistums Manila ernannt sowie Titularerzbischof von Phulli. Daraufhin wurde Julio Rosales y Ras sein Nachfolger als Erzbischof von Cebu. Als Erzbischof spendete er die Bischofsweihe am 24. Mai 1938 an Mariano Madriaga sowie am 21. September 1940 an John Vrakking MSC. 
Weniger als zwei Monate später folgte er am 13. Oktober 1949 dem verstorbenen Michael James O’Doherty als Erzbischof von Manila. Er blieb Erzbischof von Manila bis zu seinem Tode am 10. Oktober 1952, woraufhin Rufino Jiao Santos seine Nachfolge antrat.

## Weblink
- Eintrag zu Gabriel M. Reyes auf catholic-hierarchy.org

| Vorgänger                        | Amt                                          | Nachfolger          |
| -------------------------------- | -------------------------------------------- | ------------------- |
| Juan Bautista Gorordo y Perfecto | Bischof (1934 Erzbischof) von Cebu 1932–1949 | Julio Rosales y Ras |
| Michael James O’Doherty          | Erzbischof von Manila 1949–1952              | Rufino Jiao Santos  |

| Personendaten    | Personendaten                                     |
| ---------------- | ------------------------------------------------- |
| NAME             | Reyes, Gabriel M.                                 |
| ALTERNATIVNAMEN  | Reyes, Gabriel Martelino (vollständiger Name)     |
| KURZBESCHREIBUNG | philippinischer Geistlicher, katholischer Bischof |
| GEBURTSDATUM     | 24. März 1892                                     |
| GEBURTSORT       | Calivo, Capiz                                     |
| STERBEDATUM      | 10. Oktober 1952                                  |